# Jimmy Duncan
Jimmy Duncan, właśc. John James Duncan Jr. (ur. 21 lipca 1947) – amerykański polityk, członek Partii Republikańskiej. W latach 1988–2019 był przedstawicielem drugiego okręgu wyborczego w stanie Tennessee do Izby Reprezentantów Stanów Zjednoczonych. Zastąpił na tym stanowisku swojego zmarłego ojca, Johna Duncana seniora.
Należał do Liberty Casus, grupy założonej przez Rona Paula i zrzeszającej Republikańskich członków Izby Reprezentantów, których łączyły wolnościowe poglądy, w większości libertariańskie. Aktualnie należy do grupy Liberty Caucus założonego w 2011 przez Justina Amasha, która jest kontynuacją poprzedniej.